# Кліринг
Клі́ринг (англ. clearing  — очищення) — взаємозалік вимог і зобов'язань у торгових розрахунках.

## Визначення
Кліринг — отримання, звірка та поточне оновлення інформації, підготовка бухгалтерських та облікових документів, необхідних для виконання угод щодо цінних паперів, визначення взаємних зобов'язань, що передбачає взаємозалік, забезпечення та гарантування розрахунків за угодами щодо цінних паперів.
Кліринг — розрахунок шляхом заліку взаємних вимог.
Кліринг — залік взаємних вимог і зобов'язань, заснований на встановленні того: хто, що, кому винен і в який термін заборгованість повинна-бути погашена.
Кліринг — механізм, що включає збирання, сортування, реконсиляцію та проведення взаємозаліку зустрічних вимог учасників платіжної системи, а також обчислення за кожним із них сумарного сальдо за визначений період часу між загальними обсягами вимог та зобов'язань;
Клірингова установа — юридична особа, що за результатами проведеного нею клірингу формує клірингові вимоги та надає інформаційні послуги.

## Використання
Система клірингових заліків може використовуватися як для розрахунків між банками всередині країни, так і для міжнародних розрахунків. Організація міжбанківського заліку залежить від того, чи є банки-учасники самостійними юридичними особами, чи вони входять до системи того самого банку. У першому випадку банки обмінюються чеками, векселями та іншими борговими зобов'язаннями клієнтів, доплачуючи лише різницю за заліком. Це — міжбанківський кліринг. У другому —йдеться про внутрішньобанківський кліринг. Для цього всередині системи банку, в його головній установі, створюється кліринговий відділ, який і виконує залікові операції для клієнтів цього банку.

## Види клірингу
Залежно від сфери застосування міжбанківський кліринг може бути:
- локальним — між банками якогось регіону чи між банками певної банківської групи та (або) між філіями одного банку;
- загальнодержавним — між кредитно-фінансовими установами всієї країни.

## Клірингові палати
У західних країнах кліринг виконується через банки або спеціально створені розрахункові центри — клірингові палати. В останньому випадку банки домовляються не здійснювати негайного розрахунку за кожним окремим платіжним дорученням, а накопичувати свої вимоги і зобов'язання за певний період часу — кліринговий цикл. Після завершення циклу вхідні та вихідні платежі заліковуються, а банки беруть до оплати лише суму своїх чистих зобов'язань. Залік платежу здійснюють на рахунках банку, який виконує розрахунки. Як правило, ним є центральний банк країни. Однак чисті розрахунки можна виконувати також на рахунках-ностро в комерційному банку.
Важливою функцією клірингової палати є її участь у підготовці розрахункових документів для своїх учасників після кожного циклу клірингу. За його результатами складається звіт про платіжні операції з визначенням нетто-позиції кожного учасника з допомогою взаємної компенсації загальної грошової суми платіжних доручень, чеків і платіжних вимог, поданих йому іншими учасниками. Звіт про операцію з нетто-позиціями передається до центрального банку, де здійснюється розрахунок на кореспондентських рахунках учасників.
Практично всі клірингові палати в західних країнах є добровільними асоціаціями фінансових установ. Здебільшого вони утворюються на некомерційній кооперативній основі, частково — під керівництвом адміністрації. Членство обмежується певним географічним регіоном, наприклад містом, графством, адміністративною областю. Однак існують організації і в національному масштабі. Як правило, організаційна структура клірингової палати складається з представників великих фінансових установ, які сплачують основну частку витрат клірингової палати і є учасниками з правом голосу, та дрібних фінансових установ, що не мають права голосу і є асоційованими учасниками. Великі асоціації мають постійний штат працівників для проведення операцій клірингової палати, але більшість клірингових палат виконують свої функції, користуючись послугами співробітників банків-учасників.
Клірингова палата виконує численні функції для полегшення процесу клірингу між банками-учасниками. Регламент клірингової палати визначає термін, до якого мають бути подані платіжні документи, з тим щоб вони були включені до взаєморозрахунків того самого дня. Регламент визначає штрафи та інші покарання за недотримання терміну подання документів. Центральному банку надані всі привілеї щодо пред'явлення документів.
Перевагою цього виду міжбанківських платежів є їхня концентрація. Це дає змогу значно зменшити баланс платежів й обороти за платіжними коштами, полегшити управління безготівковим оборотом. За допомогою клірингу спрощуються, здешевлюються і прискорюються розрахунки, зберігається готівка, а завдяки цьому підвищується рівень прибутковості та ліквідності банків, що беруть участь у розрахунках.
Система заліків взаємних вимог і зобов'язань дістала назву чистих розрахунків або платежів-нетто.
Принцип клірингових розрахунків широко використовується в західних країнах. Багатий досвід використання чистих розрахунків, накопичений, зокрема, у Великій Британії. Тут функціонують 13 розрахункових палат, що перебувають під контролем Банку Англії. Особливе місце серед них посідає Лондонська розрахункова палата, яка в середньому обробляє 7 млн чеків на суму понад 27 млн фунтів стерлінгів та 2,35 млн інших платежів на суму 790 млн фунтів стерлінгів.

## Функції клірингу
Фахівці виділяють такі основні функції клірингу і пов'язані з ним розрахунки:
1. забезпечення реєстрації угод, що укладаються, в тому числі передача і отримання інформації про угоди, їх перевірка, реєстрація та інші операції;
2. облік зареєстрованих угод — за видами ринку, за учасниками, за термінами виконання і т. д.;
3. залік взаємних зобов'язань і платежів учасників фондових угод;
4. гарантійне забезпечення угод;
5. проведення грошових розрахунків;
6. забезпечення поставки цінних паперів з укладених угод.

## Приклади застосування
Загальна (принципова) схема клірингу досить проста. Якщо особа «А» з даної угоди винна особі «Б» 500 гривень, а за попередньою угодою, навпаки, особа «Б» була вже винна особі «А» 300 гривень, то замість двох перерахувань коштів повинно бути здійснене одне: особа «А» заплатить особі «Б» різницю 500–300 = 200 гривень. Тобто 300 гривень за цією двосторонньою угодою буде зараховано.
При двосторонньому заліку виконується віднімання вимог одного контрагента з вимог іншого до тих пір, поки після включення в розрахунок усіх угод певного періоду не визначиться чисте сальдо заборгованості одного контрагента іншому. Таке сальдування ще може називатися «неттінг» (від англ. to net - отримувати чистий залишок).
Інший приклад (багатостороння угода). Особа «А» винна особі «Б» 500 гривень, особа «Б» винна особі «А» 300 гривень і особі «В» 300 гривень, особа «В» винна особі «А» 150 гривень. Якщо не користуватися клірингом, то треба зробити п'ять перерахувань грошей на загальну суму 1250 гривень. Застосування клірингу (взаємозаліку) спрощує систему розрахунку, який в даному прикладі виглядає так: особа «А» перераховує особі «Б» 50 гривень, а особа «Б» перераховує особі «В» 150 гривень.
Відповідно схема істотно спрощується: замість чотирьох операцій на суму 1250 гривень тепер виконується тільки дві операції на суму всього 200 гривень. Як бачимо, скорочується трудомісткість роботи по перерахуванню коштів, скорочується час на всі розрахунки і значно менша сума грошей знаходиться в розрахунках. При цьому кожний з учасників залишається «при своїх»: кошти особи «А» зменшуються на 50 гривень, кошти особи «Б» зменшуються на 100 гривень, а кошти особи «В» збільшуються на 150 гривень. Відповідно, баланс додержаний, взаємна заборгованість погашена.
Останній (четвертий) етап здійснення угоди — це її виконання. Залежно від послідовності операцій, що виконуються на цьому етапі розрізняють три способи виконання угоди:
1. покупець отримує куплені ним цінні папери раніше, ніж продавець отримує за них гроші;
2. продавець отримує платіж раніше, ніж покупець отримує куплені ним цінні папери;
3. обидва процеси відбуваються одночасно, синхронно. Третій з названих способів ставить обидві сторони угоди в рівне становище, позбавляючи переваг будь-кого з них.

Міжнародні депозитарно-клірингові центри здійснюють мультивалютні розрахунки, чого окремо взята національна грошова система зробити не може.
Вибору способу розрахунку за фондовими угодами передує підготовча робота, яка, зокрема, передбачає розробку механізму контролю за рівнем ризику, що супроводжує, як правило, грошові розрахунки.

## Клірингові кредити
Такі фінансові установи, як швейцарський WIR Bank і панамський Європен Стандард Банк European Standard Bank дають можливість в рамках своїх клірингових платформ проводити клірингові операції будь-яким суб'єктам підприємницької діяльності. Крім того у них є можливість отримати, так званий, кліринговий кредит - це кошти, що можуть бути використані виключно у внутрішньобанківських клірингових розрахунках, практично замінюючи на 100% гроші державних емісій. Такі кредити надаються під низькі відсотки (від 1% до 7% річних) і іноді заставою можуть служити куплені по клірингу активи, яких на момент кредитування може і не бути. Суб'єктам підприємницької діяльності потрібно пройти навчання при банку Вір чи Європен Стандард Банку, щоб володіти необхідними знанням і розумінням природи клірингових розрахунків. Як альтернатива навчанню рекомендується учасникам клірингових розрахунків мати посаду Директора з розвитку, особи що володіє технікою клірингових розрахунків і має для цього необхідний освітній рівень. Клірінгові кредити передбачені законом України 

## Кліринг за часів фінансових криз
Під час фінансових криз клірингові розрахунки вийшли за рамки свого традиційного використання в міжнародному обороті, як компенсаційні трансакції і почали використовуватися, як допоміжний платіжний засіб внутрішньобанківського розрахунку між будь-якими суб'єктами підприємницької діяльності, що дозволило заповнити нестачу грошей державної емісії, що має місце під час фінансових криз всюди у Світі. Вперше нетрадиційне використання клірингових розрахунків було застосовано швейцарським банком ВІР (WIR Bank на початку 20-го століття на території Швейцарії, а в міжнародному масштабі панамською фінансовою установою Європен Стандард Банк (англ. European Standard Bank). Це дало можливість багатьом заповзятливим юридичним особам не тільки подолати негативні наслідки фінансових криз, але й істотно наростити обороти і прибуток в той час, коли нехтуючі цією можливістю юридичні особи скорочували оборот і йшли шляхом банкрутства.